# Biocenologia
Biocenologia (biocenotyka, synekologia) – dział ekologii zajmujący się badaniem struktury i dynamiki naturalnych, wielogatunkowych ugrupowań organizmów żywych. ; Jednym z pierwszych tematów hydrobiologii stały się badania nad zespołami organizmów wodnych, natomiast badania nad zbiorowiskami roślinnymi rozwinęły się odrębnie. Najmłodszy kierunek zajmuje się zgrupowaniami zwierząt lądowych.
Rozwój biocenologii zapoczątkował niemiecki zoolog Karl Möbius.